# Hypnum hildebrandtii
Hypnum hildebrandtii är en bladmossart som beskrevs av C. Müller 1876. Hypnum hildebrandtii ingår i släktet flätmossor, och familjen Hypnaceae. Inga underarter finns listade i Catalogue of Life.